# Gaïa (vikingeskib)
 For alternative betydninger, se Gaïa. (Se også artikler, som begynder med Gaïa)
Gaïa er et rekonstrueret vikingeskib bygget i 1990.
Det er en kopi af Gokstadskibet, som blev fundet i 1880 i en gravhøj. Det hører til i Sandefjord i Norge.
Byggeriet forgik vinteren 1989-90 på Jacob Bjørkedal skibsværft i Bjørkedal, Møre og Romsdal, hvor Saga Siglar også blev bygget i 1983.
Skroget er  klinkbygget. Det har et traditionelt kvadratisk sejl og bænke til mænd til de 32 årer. Skibet kan sejle op til 10 knob. Det er 23,5 m langt, 5,25 m på det bredeste sted. Det har en dieselmotor på 57 hk.
Den norske eventyrer og forfatter Ragnar Thorseth brugte skibet til en ekspedition over Atlanterhavet fra Norge til New York City i 1991.
I 2008 sejlede skibet til Brest i Frankrig for at deltage i et sejlskibstræf. Igen i 2012 deltog det ved sejlskibstræffet i Brest sammen med en anden rekonstruktion af Gokstadskibet, det franske Dreknor